# Savigné-l'Évêque
Pour les articles homonymes, voir Savigné (homonymie) et L'Évêque.
Savigné-l’Évêque est une commune française, située dans le département de la Sarthe, en région Pays de la Loire, peuplée de 4 042 habitants.
La commune fait partie de la province historique du Maine, et se situe dans le Haut-Maine (Maine roux).

## Géographie
| Joué-l'Abbé         | Courcebœufs      | Beaufay, Sillé-le-Philippe |
| Neuville-sur-Sarthe | Savigné-l'Évêque | Saint-Corneille            |
| Sargé-lès-le-Mans   | Yvré-l'Évêque    |                            |

### Climat
Pour des articles plus généraux, voir Climat des Pays de la Loire et Climat de la Sarthe.
En 2010, le climat de la commune est de type climat océanique dégradé des plaines du Centre et du Nord, selon une étude du CNRS s'appuyant sur une série de données couvrant la période 1971-2000. En 2020, Météo-France publie une typologie des climats de la France métropolitaine dans laquelle la commune est dans une zone de transition entre le climat océanique et le climat océanique altéré et est dans la région climatique  Moyenne vallée de la Loire, caractérisée par une bonne insolation (1 850 h/an) et un été peu pluvieux. 
Pour la période 1971-2000, la température annuelle moyenne est de 11,1 °C, avec une amplitude thermique annuelle de 14,2 °C. Le cumul annuel moyen de précipitations est de 689 mm, avec 11,1 jours de précipitations en janvier et 6,9 jours en juillet. Pour la période 1991-2020, la température moyenne annuelle observée sur la station météorologique de Météo-France la plus proche, sur la commune de Saint-Corneille à 4 km à vol d'oiseau, est de 12,0 °C et le cumul annuel moyen de précipitations est de 774,0 mm,. Pour l'avenir, les paramètres climatiques de la commune estimés pour 2050 selon différents scénarios d'émission de gaz à effet de serre sont consultables sur un site dédié publié par Météo-France en novembre 2022.
| Mois                                  | jan.          | fév.           | mars           | avril         | mai         | juin        | jui.          | août        | sep.          | oct.          | nov.          | déc.          | année      |
| ------------------------------------- | ------------- | -------------- | -------------- | ------------- | ----------- | ----------- | ------------- | ----------- | ------------- | ------------- | ------------- | ------------- | ---------- |
| Température minimale moyenne (°C)     | 1,6           | 0,9            | 2,4            | 4,3           | 8           | 11,4        | 12,9          | 12,1        | 9,5           | 7,6           | 4,3           | 1,6           | 6,4        |
| Température moyenne (°C)              | 5             | 5,3            | 7,9            | 11,1          | 14,5        | 18,1        | 20            | 19,2        | 16,5          | 12,8          | 8,3           | 5,2           | 12         |
| Température maximale moyenne (°C)     | 8,4           | 9,7            | 13,3           | 17,9          | 21          | 24,8        | 27,2          | 26,4        | 23,5          | 18            | 12,4          | 8,8           | 17,6       |
| Record de froid (°C) date du record   | −14 08.01.10  | −16,5 12.02.12 | −11,5 01.03.05 | −4,9 06.04.21 | −2 06.05.19 | 1 01.06.06  | 4,5 14.07.11  | 4 31.08.10  | −1 30.09.18   | −4 21.10.10   | −8,5 30.11.10 | −12 19.12.09  | −16,5 2012 |
| Record de chaleur (°C) date du record | 16,5 08.01.14 | 23,5 27.02.19  | 26,6 31.03.21  | 31 30.04.05   | 33 27.05.05 | 41 29.06.19 | 41,5 25.07.19 | 41 07.08.20 | 35,3 09.09.23 | 30,5 02.10.23 | 22,5 01.11.15 | 16,5 07.12.15 | 41,5 2019  |
| Précipitations (mm)                   | 72,9          | 55,9           | 65,6           | 55,5          | 66,3        | 54,1        | 61,6          | 55,1        | 46,9          | 77,1          | 73,2          | 89,8          | 774        |

## Urbanisme

### Typologie
Au 1er janvier 2024, Savigné-l'Évêque est catégorisée bourg rural, selon la nouvelle grille communale de densité à sept niveaux définie par l'Insee en 2022.
Elle appartient à l'unité urbaine du Mans, une agglomération intra-départementale regroupant 19  communes, dont elle est une commune de la banlieue,,. Par ailleurs la commune fait partie de l'aire d'attraction du Mans, dont elle est une commune de la couronne,. Cette aire, qui regroupe 144 communes, est catégorisée dans les aires de 200 000 à moins de 700 000 habitants,.

### Occupation des sols
L'occupation des sols de la commune, telle qu'elle ressort de la base de données européenne d’occupation biophysique des sols Corine Land Cover (CLC), est marquée par l'importance des territoires agricoles (85,9 % en 2018), en diminution par rapport à 1990 (88,3 %). La répartition détaillée en 2018 est la suivante : 
terres arables (48,4 %), prairies (29,6 %), zones urbanisées (10 %), zones agricoles hétérogènes (7,9 %), forêts (4,2 %). L'évolution de l’occupation des sols de la commune et de ses infrastructures peut être observée sur les différentes représentations cartographiques du territoire : la carte de Cassini (XVIIIe siècle), la carte d'état-major (1820-1866) et les cartes ou photos aériennes de l'IGN pour la période actuelle (1950 à aujourd'hui).

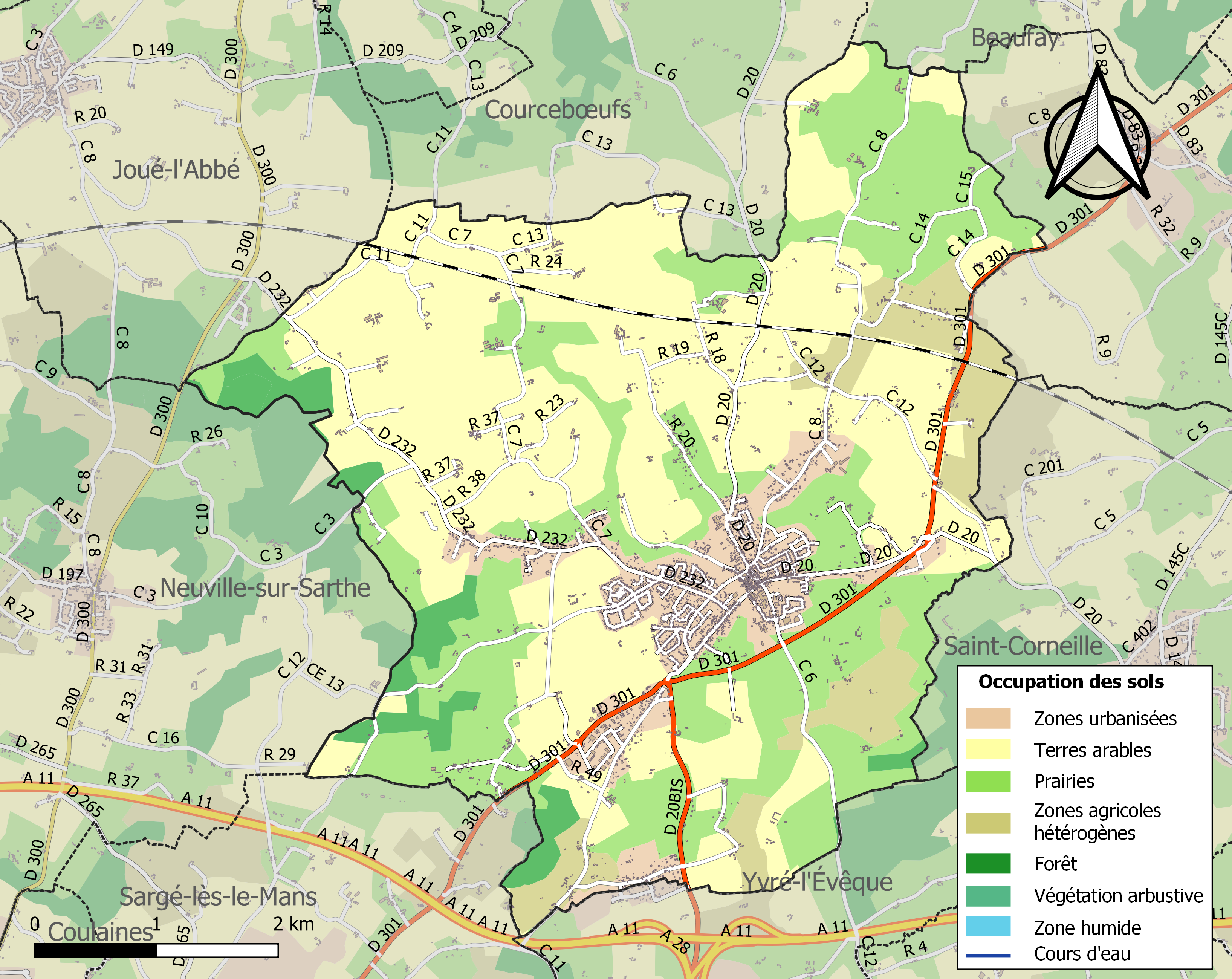
Carte des infrastructures et de l'occupation des sols de la commune en 2018 (CLC).

## Toponymie
L'origine de son nom viendrait de Villarem Saviniacum qui signifie « villa de Savinius ». Située sur la voie romaine Le Mans - Évreux, Villarem Saviniacum est évangélisée au IVe siècle par saint Julien, premier évêque du Mans.
Ses successeurs obtiennent la seigneurie de Savigné :
- Parrochia de Savigneio Episcopi (1254) ;
- puis Savigni l'Evesque (1314).

Les évêques du Mans y possédaient le manoir de Touvoie, chef-lieu de leur temporalité féodale, d'où Savigné-l’Évêque.
Durant la Révolution, la commune porte le nom de Savigné-lès-le-Mans.
Le gentilé est Savignéens.

## Histoire
Une voie antique prend le titre de route royale en 1734. Un relais de poste est établi dans le bourg. Une borne royale est toujours présente dans le centre de la commune. Sur cette route, dans la traversée du bourg, le carrosse de monsieur de Montesson fut renversé par les Savignéens à la Révolution.
En 1790, Savigné devient chef-lieu de canton en 1793.
De nombreux manoirs témoignent d'un riche passé.
Patrie du cheval, Savigné doit sa renommée depuis près d'un siècle au haras du Mesnil. Le haras du Mesnil reçut la visite de la reine du Royaume-Uni en 1967 pour avoir hébergé son cheval.
Savigné subit trois occupations : en 1815, puis en 1870 et 1940[Qui ?]. En 1871, la bataille du Mans a lieu aux portes de Savigné.
Pendant la Seconde Guerre mondiale, Savigné est libérée par les Américains le 8 juillet 1944.

## Politique et administration

### Liste des maires

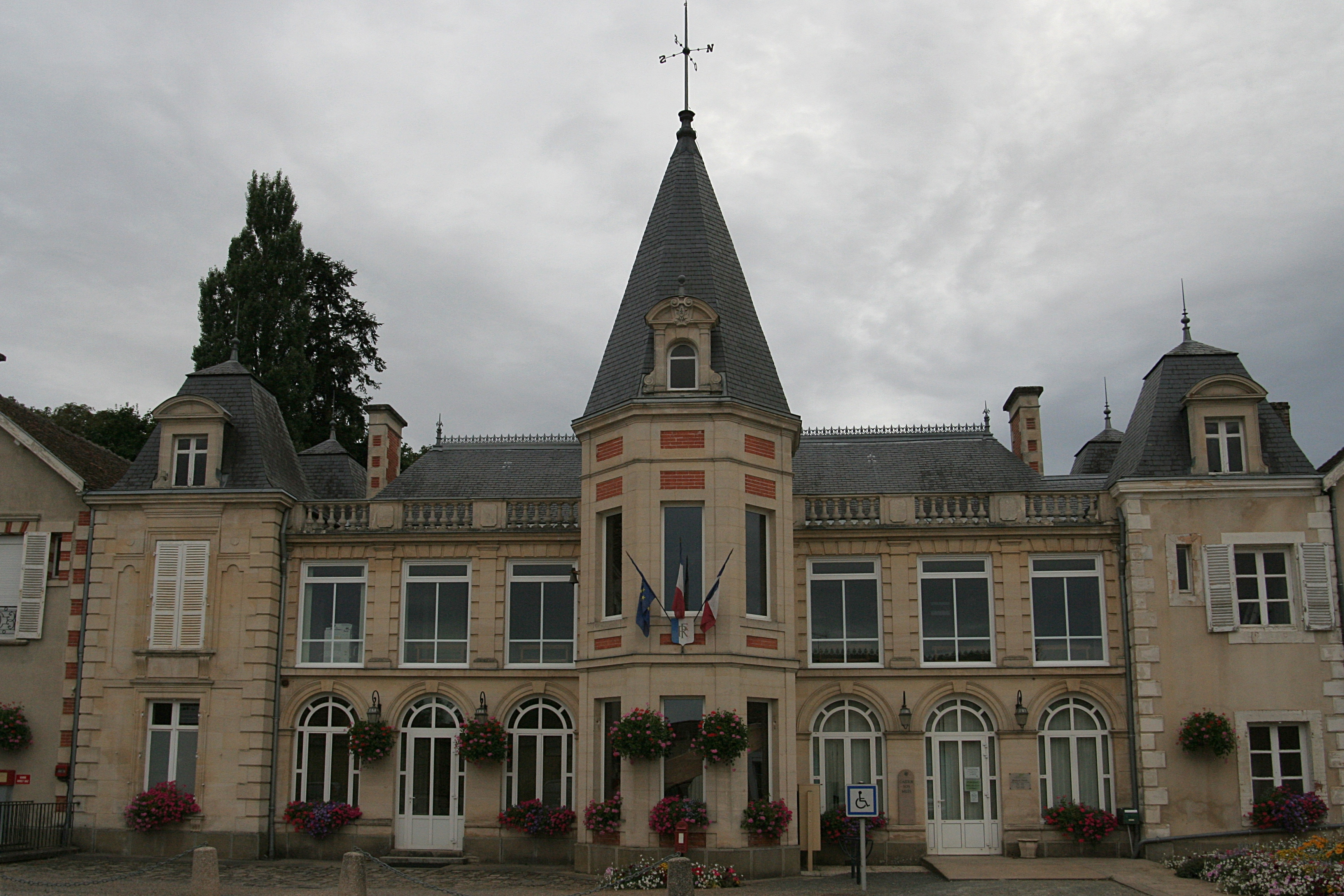
La mairie.

Depuis l'après-guerre, sept maires se sont succédé à la tête de la commune.

### Jumelages
Depuis 1990, Savigné-l’Évêque est jumelé avec Caistor, petite ville du Lincolnshire, en Angleterre. Le jumelage est animé par une association. Des échanges ont lieu au niveau familial, à raison d'un voyage par an, depuis cette date.

## Population et société

### Démographie
L'évolution du nombre d'habitants est connue à travers les recensements de la population effectués dans la commune depuis 1793. Pour les communes de moins de 10 000 habitants, une enquête de recensement portant sur toute la population est réalisée tous les cinq ans, les populations de référence des années intermédiaires étant quant à elles estimées par interpolation ou extrapolation. Pour la commune, le premier recensement exhaustif entrant dans le cadre du nouveau dispositif a été réalisé en 2007.
En 2022, la commune comptait 4 042 habitants, en évolution de +0,85 % par rapport à 2016 (Sarthe : −0,25 %, France hors Mayotte : +2,11 %).
| 1793  | 1800  | 1806  | 1821  | 1831  | 1836  | 1841  | 1846  | 1851  |
| ----- | ----- | ----- | ----- | ----- | ----- | ----- | ----- | ----- |
| 2 340 | 2 006 | 2 413 | 2 546 | 2 734 | 2 705 | 2 614 | 2 614 | 2 633 |

| 1856  | 1861  | 1866  | 1872  | 1876  | 1881  | 1886  | 1891  | 1896  |
| ----- | ----- | ----- | ----- | ----- | ----- | ----- | ----- | ----- |
| 2 616 | 2 611 | 2 505 | 2 370 | 2 423 | 2 331 | 2 319 | 2 296 | 2 118 |

| 1901  | 1906  | 1911  | 1921  | 1926  | 1931  | 1936  | 1946  | 1954  |
| ----- | ----- | ----- | ----- | ----- | ----- | ----- | ----- | ----- |
| 2 145 | 2 085 | 2 085 | 1 877 | 1 852 | 1 880 | 1 873 | 1 942 | 1 979 |

| 1962  | 1968  | 1975  | 1982  | 1990  | 1999  | 2006  | 2007  | 2012  |
| ----- | ----- | ----- | ----- | ----- | ----- | ----- | ----- | ----- |
| 1 911 | 1 933 | 2 269 | 3 076 | 3 576 | 3 721 | 4 003 | 4 043 | 4 009 |

| 2017  | 2022  | - | - | - | - | - | - | - |
| ----- | ----- | - | - | - | - | - | - | - |
| 3 998 | 4 042 | - | - | - | - | - | - | - |

### Manifestations et évènements
- De son passé, Savigné a hérité d'une fête populaire : la Pot-Bouille, encore vivement fêtée chaque année le dimanche précédant les Rameaux.

## Culture locale et patrimoine

### Lieux et monuments

#### Patrimoine civil

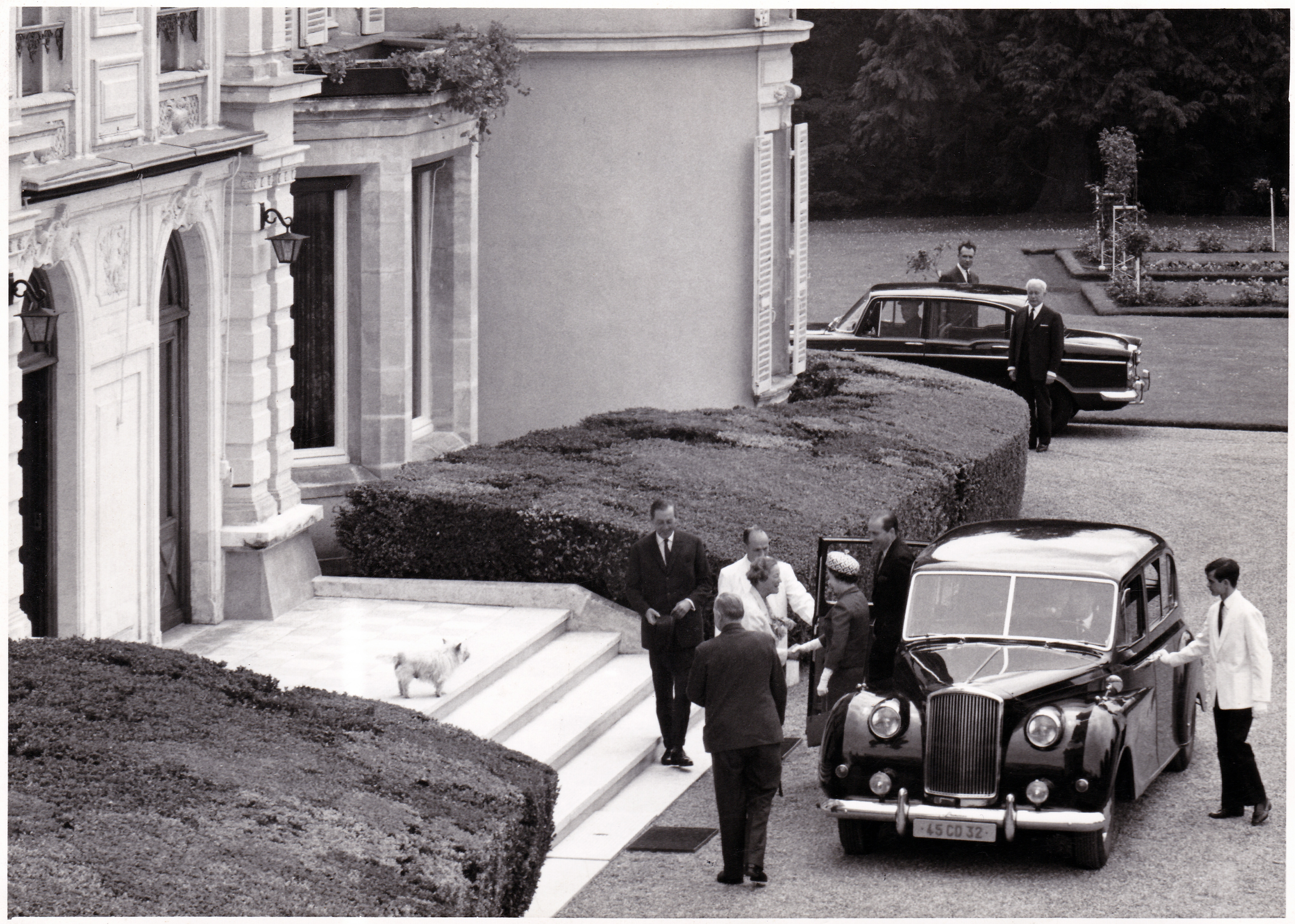
Photo prise en 1967 au château du Mesnil : réception de la reine d'Angleterre Elisabeth II par Élisabeth Couturié.

- Le haras du Mesnil a été établi en 1908 sur le domaine du château du Mesnil. Après la victoire du cheval Right Royal au Prix du Jockey Club en 1961 et sa deuxième place au Prix de l'Arc de Triomphe la même année, la reine Élisabeth II, grande amatrice de courses hippiques, rendit visite à Mme Couturié au château du Mesnil.

#### Patrimoine religieux
- L'église Saint-Germain, en grande partie du XVIIe siècle, possède un groupe sculpté en terre cuite polychrome représentant L'Adoration des bergers datant des années 1630 et attribuée à Gervais Delabarre. On y observe aussi un mur datant de l'époque gallo-romaine. Elle abrite notamment un retable baroque, des stalles et une voûte lattée.

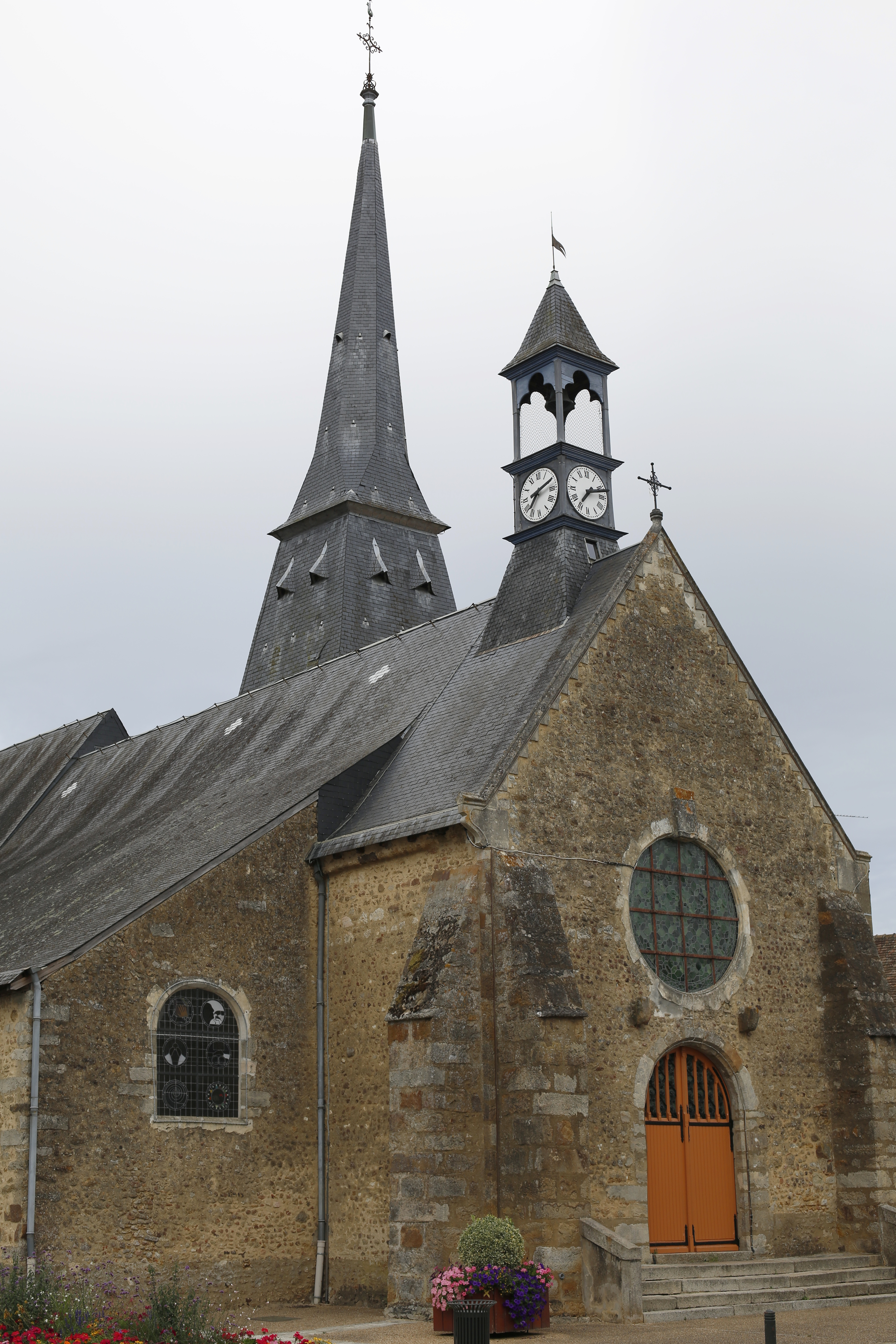
L'église Saint-Germain.

### Personnalités liées à la commune
- Le poète Pierre de Ronsard reçut la tonsure de René du Bellay au manoir de Touvoie.
- Philippe René Bardoux-Boisquetin (1756 à Savigné-l'Évêque - 1816), homme politique.
- Alphonse Lavallée (1791 à Savigné-l'Évêque - 1873), fondateur de l’École centrale Paris.
- Septime Le Pippre (1833-1871) peintre et militaire y meurt le 22 janvier 1871
- Jo-Wilfried Tsonga (né en 1985), joueur de tennis international, a pratiqué le football au club de Savigné-l'Évêque.

### Héraldique
| Blason de Savigné-l'Évêque | Blason  | D'or au pal-champagne de sinople chargé en chef d'une fleur de lis d'or, adextré d'une crosse de sinople soutenue de cinq petits tourteaux de gueules ordonnés en demi-cercle, senestré d'un fer à cheval renversé de sable. |
| Blason de Savigné-l'Évêque | Détails | Le statut officiel du blason reste à déterminer. |